# تریسی موری
تریسی موری (انگلیسی: Tracy Murray؛ زادهٔ ۲۵ ژوئیهٔ ۱۹۷۱) بازیکن بسکتبال اهل ایالات متحده آمریکا است.

## حرفه
از باشگاه‌هایی که در آن بازی کرده‌است می‌توان به پورتلند تریل بلیزرز، هیوستون راکتس، دنور ناگتس، باشگاه بسکتبال پاناتینایکوس، واشینگتن ویزاردز، بسکتبال مردان یوسی‌ال‌ای برونز، لس آنجلس لیکرز، و تورنتو رپترز اشاره کرد.

## جوایز
وی در مسابقات کشوری و بین‌المللی در مجموع برندهٔ ۱ مدال برنز شده‌است.